# Federico Anselmi
Federico Anselmi (nascut 29 d'agost de 1982) és un àrbitre professional representant de laFederació Argentina de Rugbi.
És un àrbitre regular en el circuit de les Sevens World Series, des que va debutar el 2009 al torneig de Durban. És considerat un dels millors àrbitres d'aquesta categoria i per això fou convocat per a la Copa del Món de Rugbi Sevens de 2013. Des de 2010 també ha treballat dins el Rugbi a 15, de manera que el 27 d'octubre de 2012 va fer el debut en un partit de la Fase de Classificació de la Copa del Món de Rugbi 2015-Amèrica entre Brasil i Paraguai. Des d'aleshores, ha seguit arbitrant partits internacionals. El juny de 2014, va arbitrar quatre partits del campionat del món sub20 de rugbi, entre els quals destaca una semi-final.
El 2015, ha estat també àrbitre assistent de dos partits del Torneig de les Sis Nacions, el Gal·les vs Irlanda i l'Escòcia vs Irlanda. L'1 de maig de 2015, va fer el seu debut en el Super Rugby, actuant com un àrbitre assistent del Brumbies-Waratahs.
Al setembre 2015, va fer el seu debut a la Copa del Món de Rugbi de 2015 com a àrbitre assistent.